# 889

## Събития
- Княз Владимир Расате се възкачва на престола.